# Léo Kerlo
 (avril 2024).
Léo Kerlo (1928-2006) est un historien de l'art français.

## Biographie
Ancien professeur d'histoire et de géographie au lycée Tristan Corbière de Morlaix, ce passionné de peinture est surtout un historien de l'art spécialiste de la peinture bretonne.
Il fut candidat au législatives de 1973 dans la quatrième circonscription du Finistère pour le Mouvement réformateur. Il obtint 2 783 voix (5,85%).
En collaboration avec Jacqueline Duroc, il a écrit une série d'ouvrages richement iconographiés aux éditions du Chasse-Marée, série intitulée Peintres des côtes de Bretagne :
- Tome 1 : Peintres de la côte d'Émeraude, 160 peintres du Mont Saint-Michel à Erquy, Douarnenez, (2003), avec René Le Bihan, conservateur du musée des Beaux-Arts de Brest, 272. p. Éditions du Chasse-Marée
- Tome 2 : Peintres de la côte de Bretagne: de Saint-Briac à Brest, avec Jacqueline Duroc, Douarnenez, Éditions du Chasse-Marée, 2004, 256.p.
- Tome 3 : Peintres de la côte de Bretagne: De la rade de Brest au pays bigouden, avec Jacqueline Duroc, Douarnenez, Éditions du Chasse-Marée, 2005, 224.p.
- Tome 4 : Peintres de la côte de Bretagne: De Quimper à Concarneau, de Pont-Aven à l'anse du Pouldou, avec Jacqueline Duroc, Douarnenez, Éditions du Chasse-Marée, 2006. 224.p.

Par ailleurs, une série d'ouvrages brochés vulgarise son travail, se focalisant sur telle ou telle localité, soit avec René Le Bihan, soit avec Jacqueline Duroc.